# Hofanlage Spiekaer Südermarren 30
Die Hofanlage Spiekaer Südermarren 30, südlich vom Dorf, in der niedersächsischen Gemeinde Wurster Nordseeküste, Ortsteil Spieka, im Landkreis Cuxhaven stammt vom 19. Jahrhundert.
Aktuell (2024) wird sie als Wohnhaus und wohl landwirtschaftlich genutzt.
Die Gebäude stehen unter Denkmalschutz (siehe auch Liste der Baudenkmale in Wurster Nordseeküste).

## Beschreibung
Die baumbestandene Hofanlage besteht aus:
- dem eingeschossigen giebelständigen verklinkerten Wohn- und Wirtschaftsgebäude von 1862 (Inschrift) als Vierständer-Hallenhaus mit Satteldach, symmetrischem Wirtschaftsgiebel mit rundbogigen Fensteröffnungen und der Grooten Door mit Korbbogen, ansonsten schlichter Backsteinschmuck u. a. mit Mauerankern,[2]
- der eingeschossigen giebelständigen langgestreckten Scheune von um 1860 mit Walmdach, Uhlenloch und Querdurchfahrt,[3]
- dem eingeschossigen traufständigen südlichen verklinkerten Backhaus von um 1880 mit Satteldach,[4]
- der Einfriedung als Backsteinmauer an der östlichen und nördlichen Grundstücksgrenze, mit schrägem Mauerkranz und schmiedeeisernem Tor in der östlichen Mauer
- sowie den nicht denkmalgeschützten Nebenanlagen.

Das Landesdenkmalamt befand u. a.: „… für die Wurster Marsch überaus charakteristische Anlage mit Haupthaus und Nebengbeäuden.“